# Bāskeleh-ye Dar Anbār
Bāskeleh-ye Dar Anbār är en ort i Iran.   Den ligger i provinsen Kermanshah, i den västra delen av landet, 500 km väster om huvudstaden Teheran. Bāskeleh-ye Dar Anbār ligger 1 525 meter över havet och antalet invånare är 447.
Terrängen runt Bāskeleh-ye Dar Anbār är huvudsakligen kuperad, men den allra närmaste omgivningen är platt.Runt Bāskeleh-ye Dar Anbār är det ganska tätbefolkat, med 60 invånare per kvadratkilometer. Närmaste större samhälle är Eslāmābād-e Gharb, 16,8 km norr om Bāskeleh-ye Dar Anbār. Omgivningarna runt Bāskeleh-ye Dar Anbār är i huvudsak ett öppet busklandskap.